# FC Koryčany
Football Club Koryčany je český fotbalový klub z města Koryčany, hrající od sezóny 2016/17 I. A třídu Zlínského kraje (6. nejvyšší soutěž).
Své domácí zápasy odehrává na stadionu FC Koryčany.

## Historie
Zdroj: 
V roce 1932 se skupina příznivců fotbalu, v jejichž vedení byl tehdejší starosta Koryčan Tomáš Winter, rozhodla vytvořit první organizovaný oddíl v Koryčanech. V roce 1933 pak klub začal hrát svou první sezónu organizovaného fotbalu. Dlouhá léta hráli fotbalisté pod názvem TJ Tatran Koryčany.
V polovině devadesátých let došlo ke vzniku FC KORYNA Koryčany, kdy klub fungoval jako dceřiná společnost KORYNA. V roce 1998 došlo k celkové rekonstrukci zázemí a vytvoření škvárového hřiště a opravě hřiště travnatého. Klub řídil profesionální manažer a trenér v jedné osobě. Po roce 2011, kdy se mateřská firma KORYNA propadla do ztráty, se název změnil na FC Koryčany.

## Historické názvy
Zdroj: 
- 1932 – SK Koryčany (Sportovní klub Koryčany)
- 1948 – DSO Sokol Koryčany (Dobrovolná sportovní organizace Sokol Koryčany)
- 195? – TJ Tatran Koryčany (Tělovýchovná jednota Tatran Koryčany)
- 199? – FC KORYNA Koryčany (Football Club KORYNA Koryčany)
- 2011 – FC Koryčany (Football Club Koryčany)

## Umístění v jednotlivých sezonách
Zdroj: 
Stručný přehled
- 2004–2007: Okresní přebor Kroměřížska
- 2007–2016: I. B třída Zlínského kraje – sk. C
- 2016–2024: I. A třída Zlínského kraje – sk. B
- 2024–: I. B třída Zlínského kraje – sk. C

Jednotlivé ročníky
Legenda: Z – zápasy, V – výhry, R – remízy, P – porážky, VG – vstřelené góly, OG – obdržené góly, +/- – rozdíl skóre, B – body, červené podbarvení – sestup, zelené podbarvení – postup, fialové podbarvení – reorganizace, změna skupiny či soutěže
| Česko (2004 – ) |                                    |        |    |    |       |    |    |    |     |    |        |
| Sezóny          | Liga                               | Úroveň | Z  | V  | R     | P  | VG | OG | +/- | B  | Pozice |
| 2004/05         | Okresní přebor Kroměřížska         | 8      | 26 | 9  | 6     | 11 | 40 | 41 | −1  | 33 | 9.     |
| 2005/06         | Okresní přebor Kroměřížska         | 8      | 26 | 13 | 4     | 9  | 56 | 50 | +6  | 43 | 4.     |
| 2006/07         | Okresní přebor Kroměřížska         | 8      | 26 | 19 | 5     | 2  | 86 | 20 | +66 | 62 | 1.     |
| 2007/08         | I. B třída Zlínského kraje – sk. C | 7      | 26 | 16 | 4     | 6  | 60 | 38 | +22 | 52 | 3.     |
| 2008/09         | I. B třída Zlínského kraje – sk. C | 7      | 26 | 9  | 5     | 12 | 52 | 63 | −11 | 32 | 8.     |
| 2009/10         | I. B třída Zlínského kraje – sk. C | 7      | 26 | 13 | 6     | 7  | 56 | 41 | +15 | 45 | 3.     |
| 2010/11         | I. B třída Zlínského kraje – sk. C | 7      | 26 | 9  | 3     | 14 | 48 | 62 | −14 | 30 | 10.    |
| 2011/12         | I. B třída Zlínského kraje – sk. C | 7      | 26 | 13 | 3     | 10 | 62 | 48 | +14 | 42 | 4.     |
| 2012/13         | I. B třída Zlínského kraje – sk. C | 7      | 26 | 14 | 3     | 9  | 72 | 38 | +34 | 45 | 3.     |
| 2013/14         | I. B třída Zlínského kraje – sk. C | 7      | 26 | 17 | 4     | 5  | 65 | 31 | +34 | 55 | 3.     |
| 2014/15         | I. B třída Zlínského kraje – sk. C | 7      | 26 | 15 | 4 / 0 | 7  | 75 | 52 | +23 | 53 | 3.     |
| 2015/16         | I. B třída Zlínského kraje – sk. C | 7      | 26 | 19 | 2 / 4 | 1  | 81 | 24 | +26 | 65 | 1.     |
| 2016/17         | I. A třída Zlínského kraje – sk. B | 6      | 26 | 10 | 2 / 4 | 10 | 40 | 33 | +7  | 38 | 6.     |
| 2017/18         | I. A třída Zlínského kraje – sk. B | 6      | 26 | 12 | 1 / 4 | 9  | 44 | 38 | +6  | 42 | 6.     |
| 2018/19         | I. A třída Zlínského kraje – sk. B | 6      | 26 | 12 | 0     | 14 | 43 | 44 | +1  | 37 | 6.     |
| 2019/20         | I. A třída Zlínského kraje – sk. B | 6      | 13 | 7  | 0     | 6  | 29 | 28 | −1  | 23 | 4.     |
| 2020/21         | I. A třída Zlínského kraje – sk. B | 6      | 9  | 4  | 0     | 5  | 13 | 12 | −1  | 14 | 6.     |
| 2021/22         | I. A třída Zlínského kraje – sk. B | 6      | 26 | 8  | 5     | 13 | 37 | 57 | −20 | 29 | 9.     |
| 2022/23         | I. A třída Zlínského kraje – sk. B | 6      | 26 | 8  | 2     | 16 | 54 | 82 | −28 | 26 | 13.    |
| 2023/24         | I. A třída Zlínského kraje – sk. B | 6      | 26 | 4  | 2     | 20 | 31 | 83 | −52 | 14 | 14.    |
| 2024/25         | I. B třída Zlínského kraje – sk. C | 7      | 23 | 13 | 3     | 7  | 76 | 50 | +26 | 42 | 4.     |

Poznámka:
- Od sezony 2014/15 se ve Zlínském kraji hraje tímto způsobem: Pokud zápas skončí nerozhodně, kope se penaltový rozstřel. Jeho vítěz bere 2 body, poražený pak jeden bod. Za výhru po 90 minutách jsou 3 body, za prohru po 90 minutách není žádný bod.
- 2019/20 a 2020/21: Ročníky nebyly dohrány kvůli pandemii covidu-19 v Česku.